# The Bond
The Bond és un curtmetratge mut produït, escrit, dirigit i protagonitzat per Charles Chaplin. La pel·lícula va ser una de les que es va realitzar per al "Liberty Loan Committee", amb l'objectiu de que la seva projecció ajudés a vendre els bons de guerra dels Estats Units durant la Primera Guerra Mundial. En la pel·lícula els actors es mouen per un escenari interior sense quasi il·luminació i amb els mínims elements imprescindibles per a comprendre l'acció. Es va estrenar el setembre de 1918.

## Argument
La pel·lícula juga amb el doble significat de la paraula “bond” en anglès: lligam i bon (de guerra). La trama consisteix en una sèrie d'escenes que il·lustren en forma còmica diversos tipus de lligams: L'amistat, l'amor i el matrimoni abans de parlar del més important, els “Liberty Bonds” o bons de guerra que permetran a l'Oncle Sam comprar armes a la indústria i fer-les servir per vèncer el Kàiser que vol acabar amb la llibertat. Al final Charlie acaba amb el Kàiser amb un martell enorme on hi ha escrita la paraula “llibertat”. Es va fer una segona versió de la pel·lícula per al públic britànic on l'Oncle Sam era reemplaçat per John Bull.

## Repartiment
- Charles Chaplin (Charlie)
- Edna Purviance (xicota i esposa de Charlie)
- Sydney Chaplin (Kàiser)
- Albert Austin (l'amic)
- Joan Marsh (cupido)
- Tom Wilson (la indústria)

## Chaplin i la Primera Guerra Mundial
L'abril de 1918, el Secretari del Tresor dels Estats Units, William McAdoo va convèncer Chaplin, Douglas Fairbanks i Mary Pickford de fer una gira pel país aprofitant la seva popularitat per promoure els bons de guerra anomenats “Liberty Bonds”. En la primera jornada, van aconseguir que 100.000 persones a Nova York compressin aquells bons i que en tota la gira es recaptessin més de 180 milions de dòlars. La gira va servir a Chaplin per descobrir que podia utilitzar el seu estrellat amb fins polítics: la gent estava més interessada a sentir-lo a ell que no pas a qualsevol congressista, senador o fins i tot que el president. Apart d'aquesta gira, Chaplin va contribuir amb una de les pel·lícules realitzades expressament per a la “Liberty Loan”: “The Bond”. Molts altres actors i directors també van realitzar un curtmetratge. Entre ells es poden destacar un de D. W. Griffith amb Lillian Gish (“Lillian Gish in a Liberty Loan Appeal”), o altres amb William S. Hart, Roscoe Arbuckle, Norma Talmadge o Corinne Griffith.